# Debra Monk
Debra Monk, född 27 februari 1949 i Middletown, Ohio, är en amerikansk skådespelare.
Monk har bland annat medverkat i TV-serierna New Amsterdam och The Gilded Age från 2022. Hon har även medverkat i filmen This Is Where I Leave You från 2014.

## Filmografi (i urval)
- 1995 – Broarna i Madison County
- 1996 – Bakom stängda dörrar
- 1996 – Änka på låtsas
- 1996 – En bädd av rosor
- 1997 – Ute eller inte
- 1997 – Djävulens advokat
- 2005 – The Producers (2005)
- 2007 – Familjen Savage (TV-serie)
- 2014 – This Is Where I Leave You
- 2019–2023 – New Amsterdam
- 2022 – The Gilded Age (TV-serie)